# Agrostis scabrida
Agrostis scabrida é uma espécie de gramínea do gênero Agrostis, pertencente à família Poaceae.